# Himeno Sakatsume
Himeno Sakatsume (japanisch 坂詰 姫野 Sakatsume Himeno; * 3. August 2001 in Niigata) ist eine japanische Tennisspielerin.

## Karriere
Sakatsume spielt vorrangig Turniere auf der ITF Women’s World Tennis Tour, wo sie bislang sieben Einzel- und einen Doppeltitel gewinnen konnte.

## Turniersiege

### Einzel
| Nr. | Datum             | Turnier    | Kategorie   | Belag     | Finalgegnerin      | Ergebnis       |
| --- | ----------------- | ---------- | ----------- | --------- | ------------------ | -------------- |
| 1.  | 9. September 2018 | Kyoto      | ITF $15.000 | Hartplatz | Haruna Arakawa     | 3:6, 6:3, 6:1  |
| 2.  | 1. Dezember 2019  | Nonthaburi | ITF W15     | Hartplatz | Nigina Abduraimova | 7:63, 5:7, 6:1 |
| 3.  | 30. Mai 2021      | Monastir   | ITF W15     | Hartplatz | Sakura Hosogi      | 6:4, 7:5       |
| 4.  | 6. Juni 2021      | Monastir   | ITF W15     | Hartplatz | Sakura Hosogi      | 7:5, 7:5       |
| 5.  | 7. Mai 2023       | Gifu       | ITF W80     | Hartplatz | Katie Boulter      | 7:5, 6:3       |
| 6.  | 23. Juni 2024     | Taipeh     | ITF W35     | Hartplatz | Kyōka Okamura      | 6:4, 6:0       |
| 7.  | 17. August 2025   | Saskatoon  | ITF W50     | Hartplatz | Anca Todoni        | 7:61, 6:3      |

### Doppel
| Nr. | Datum        | Turnier  | Kategorie | Belag     | Partnerin     | Finalgegnerinnen          | Ergebnis         |
| --- | ------------ | -------- | --------- | --------- | ------------- | ------------------------- | ---------------- |
| 1.  | 5. Juni 2021 | Monastir | ITF W15   | Hartplatz | Sakura Hosogi | Emma Davis Lauren Proctor | 7:5, 2:6, [10:8] |